# Токаев, Апти
 Апти́ Тока́ев, также известен под фамилией Така́ев (род. прим. 1960, Урус-Мартан, Чечено-Ингушская ССР, СССР — 1 января 1995, Грозный, Чеченская Республика) — чеченский военачальник, командир спецназа Президентской гвардии Чеченской Республики Ичкерия, участник Первой чеченской войны.

## Биография
Дата и место рождения Апти Токаева точно неизвестны. По существующим скудным данным, он родился в 1960 в городе Урус-Мартан Чечено-Ингушской АССР. Принадлежал к одному из крупнейших чеченских тайпов Гендарганой. Перед началом Первой чеченской войны проживал вместе с семьёй в городе Грозном.
После прихода к власти в самопровозглашённой Чеченской Республике Ичкерия Джохара Дудаева в 1991 году, Апти Токаев был назначен командиром спецназа Президентской гвардии Ичкерии, численность которого на конец 1994 года составляла 130 бойцов.

### Гибель
В конце декабря 1994 — начале января 1995 года он принимал участие в боях за Грозный.
Согласно российскому плану, один из полков группировки «Восток» должен был двинуться вдоль железной дороги от Ханкалы до центра города Грозного.
После обстрела боевиками бронемашины свернули на север и обошли стороной позиции, которые занимал Президентский спецназ.
Танки на большой скорости обошли левый фланг их обороны и предприняли попытку проникнуть между домами, расположенными в 4 микрорайоне. Апти Токаев вместе с двадцатью бойцами оставил окопы и бросился вперёд, чтобы успеть перерезать дорогу колонне. На открытом пространстве они были замечены и бронемашины открыли по ним огонь. Токаев погиб в ночь на 1 января 1995 года, раненный пулей танкового пулемёта.

## Награды
В 1995 году указом Президента Чеченской Республики Ичкерия Джохара Дудаева Апти Токаев был награждён высшим орденом ЧРИ «Къоман сий» («Честь нации») (посмертно).